# Erika Fabjan
Erika Fabjan (* 27. September 1987 in Ljubljana) ist eine slowenische Beachvolleyballspielerin.

## Karriere
Seit 2004 bildet Erika Fabjan ein Duo mit ihrer Schwester Simona. Ihren ersten internationalen Auftritt hatten die Schwestern bei der Jugend-WM 2004 in Termoli. Ein Jahr später wurden sie in Saint-Quay-Portrieux Fünfter des gleichen Wettbewerbs. 2006 in Mysłowice und 2007 in Modena nahmen sie an den Junioren-Weltmeisterschaften teil. 2009 schafften sie zwei fünfte Plätze bei Satellite-Turnieren und wurden Neunte der U23-Europameisterschaft in Jantarny. Anschließend bestritten sie ihre ersten Open-Turniere. Bei der EM 2010 in Berlin kamen sie als Gruppendritte ins Achtelfinale und unterlagen dem deutschen Duo Köhler/Sude. 2011 in Kristiansand mussten sie in der Vorrunde unter anderem wieder gegen die Deutschen antreten und schieden ohne Satzgewinn als Gruppenletzte aus.